# Liste der Kulturgüter in Planken
Die Liste der Kulturgüter in Planken enthält alle unter Denkmalschutz gestellten Objekte auf dem Gebiet der Gemeinde Planken im Fürstentum Liechtenstein. Grundlage ist das Verzeichnis der geschützten Kulturgüter im Fürstentum Liechtenstein, das durch das Amt für Kultur erstellt und seither laufend ergänzt wurde (Stand: 2020).

## Kulturgüter
| Foto |                                                         | Objekt                                   | Standort                            | Beschreibung | Eintragung |
| ---- | ------------------------------------------------------- | ---------------------------------------- | ----------------------------------- | --- | ---------- |
| ja   | Datei hochladen · zugehöriges Wikidata-Objekt Q63998244 | Kapelle St. Joseph Objekt-Nr.: 5512.0098 | Dorfstrasse 56 (Karte)Parzelle: 217 | Auf die Bauzeit der Kapelle St. Josef verweist ein auf dem Dachgebälk genageltes Holzbrett auf dem das Datum «1767» mit Rötelstift geschrieben wurde.                           | 26.06.1951 |
| ja   | Datei hochladen                                         | Haus 4 Objekt-Nr.: 5512.0099             | Dorfstrasse 65 (Karte)Parzelle: 229 | Das Doppelhaus, das mit der Nr. 67 eine Einheit bildet, lässt sich auf das Jahr 1774 zurück datieren, wobei das Bestehen von älteren Teilen nicht komplett ausgeschlossen wird. | 01.04.1986 |
|      | Datei hochladen                                         | Haus 5 Objekt-Nr.: 5512.0100             | Dorfstrasse 67 (Karte)Parzelle: 228 | Das als Doppelhaus mit der Nr. 65 konzipierte Gebäude lässt sich auf das Jahr 1774 zurück datieren. Das Bestehen von älteren Teilen wird aber nicht komplett ausgeschlossen.    | 01.04.1986 |
|      | Datei hochladen                                         | Haus 22 Objekt-Nr.: 5512.0577            | Dorfstrasse 90 (Karte)Parzelle: 148 | In dem Jahr 1870 wurde das Wohnhaus, nachdem ein Dorfbrand 1869 das ehemalige Mehrzweckbauernhaus zerstörte, errichtet.                                                         | 03.05.2005 |
| ja   | Datei hochladen                                         | Haus 31 Objekt-Nr.: 5512.0269            | Dorfstrasse 50 (Karte)Parzelle: 220 | Bei dem sogenannten «Schuhmacher-Nägele-Haus» handelt es sich um ein 1726 errichtetes Bauernhaus mit einem Wohnteil.                                                            | 16.12.2014 |